# Artem Sitak
Pour les articles homonymes, voir Sitak.
Artem Sitak, né le 8 février 1986 à Orenbourg en Russie, est un joueur de tennis russe, naturalisé néo-zélandais en mars 2011, professionnel de 2001 à 2024.
Obtenant de meilleurs résultats en double, il se consacre à plein temps à cette discipline en 2013.

## Carrière
Il est le frère cadet du joueur de tennis Dmitri Sitak (né en 1983), avec lequel il a joué en double sur le circuit Future.
En simple, il a remporté cinq tournois Future et a atteint trois quarts de finale en Challenger. En 2011, il se qualifie pour le tournoi de Washington. En double, il totalise 15 tournois Future et 10 Challenger.
Il remporte en 2014 le tournoi de Stuttgart au côté du Polonais Mateusz Kowalczyk en battant en finale la paire García-López - Oswald (2-6, 6-1, [10-7]). Classé 134e mondial, c'est la première fois qu'il participait à un tournoi ATP sans bénéficier d'une invitation.
En 2015, il s'adjuge son second titre ATP à Montpellier avec son compatriote Marcus Daniell, devenant la première paire néo-zélandaise titrée dans un tournoi ATP depuis Chris Lewis et Russell Simpson à tournoi d'Auckland en 1983. En 2016, ils remportent un second tournoi ensemble à Stuttgart.

## Palmarès

### Titres en double messieurs
| No | Date       | Nom et lieu du tournoi                           | Catégorie | Dotation  | Surface      | Partenaire        | Finalistes                                | Score             |          |
| -- | ---------- | ------------------------------------------------ | --------- | --------- | ------------ | ----------------- | ----------------------------------------- | ----------------- | -------- |
| 1  | 07-07-2014 | MercedesCup Stuttgart                            | ATP 250   | 426 605 € | Terre (ext.) | Mateusz Kowalczyk | Guillermo García-López Philipp Oswald     | 2-6, 6-1, [10-7]  | Parcours |
| 2  | 02-02-2015 | Open Sud de France Montpellier                   | ATP 250   | 439 405 € | Dur (int.)   | Marcus Daniell    | Dominic Inglot Florin Mergea              | 3-6, 6-4, [16-14] | Parcours |
| 3  | 06-06-2016 | MercedesCup Stuttgart                            | ATP 250   | 606 525 € | Gazon (ext.) | Marcus Daniell    | Oliver Marach Fabrice Martin              | 64-7, 6-4, [10-8] | Parcours |
| 4  | 16-07-2018 | Dell Technologies Hall of Fame Open Newport (RI) | ATP 250   | 557 050 $ | Gazon (ext.) | Jonathan Erlich   | Marcelo Arévalo Miguel Ángel Reyes-Varela | 6-1, 6-2          | Parcours |
| 5  | 29-06-2019 | Turkish Airlines Open Antalya                    | ATP 250   | 445 690 € | Gazon (ext.) | Jonathan Erlich   | Ivan Dodig Filip Polášek                  | 6-3, 6-4          | Parcours |

### Finales en double messieurs
| No | Date       | Nom et lieu du tournoi                    | Catégorie | Dotation    | Surface      | Vainqueurs                              | Partenaire      | Score             |          |
| -- | ---------- | ----------------------------------------- | --------- | ----------- | ------------ | --------------------------------------- | --------------- | ----------------- | -------- |
| 1  | 09-02-2015 | Memphis Open Memphis                      | ATP 250   | 585 870 $   | Dur (int.)   | Mariusz Fyrstenberg Santiago González   | Donald Young    | 5-7, 7-61, [10-8] | Parcours |
| 2  | 20-04-2015 | BRD Nastase Tiriac Trophy Bucarest        | ATP 250   | 439 405 €   | Terre (ext.) | Marius Copil Adrian Ungur               | Nicholas Monroe | 3-6, 7-5, [17-15] | Parcours |
| 3  | 24-07-2017 | BB&T Atlanta Open Atlanta                 | ATP 250   | 642 750 $   | Dur (ext.)   | Bob Bryan Mike Bryan                    | Wesley Koolhof  | 6-3, 6-4          | Parcours |
| 4  | 18-09-2017 | Moselle Open Metz                         | ATP 250   | 482 060 €   | Dur (int.)   | Julien Benneteau Édouard Roger-Vasselin | Wesley Koolhof  | 7-5, 6-3          | Parcours |
| 5  | 12-02-2018 | New York Open Long Island                 | ATP 250   | 668 460 $   | Dur (int.)   | Max Mirnyi Philipp Oswald               | Wesley Koolhof  | 6-4, 4-6, [10-6]  | Parcours |
| 6  | 26-02-2018 | Brasil Open São Paulo                     | ATP 250   | 516 205 $   | Terre (ext.) | Federico Delbonis Máximo González       | Wesley Koolhof  | 6-4, 6-2          | Parcours |
| 7  | 30-04-2018 | Millennium Estoril Open Estoril           | ATP 250   | 501 345 €   | Terre (ext.) | Kyle Edmund Cameron Norrie              | Wesley Koolhof  | 6-4, 6-2          | Parcours |
| 8  | 25-02-2019 | Abierto Mexicano Telcel por HSBC Acapulco | ATP 500   | 1 780 060 $ | Dur (ext.)   | Alexander Zverev Mischa Zverev          | Austin Krajicek | 2-6, 7-64, [10-5] | Parcours |

## Parcours dans les tournois duGrand Chelem

### En double messieurs
| Année | Open d'Australie                                                                        | Open d'Australie                                                                            | Internationaux de France                                                                 | Internationaux de France                                                                | Wimbledon | Wimbledon | US Open                                                                             | US Open |
| ----- | --------------------------------------------------------------------------------------- | ------------------------------------------------------------------------------------------- | ---------------------------------------------------------------------------------------- | --------------------------------------------------------------------------------------- | --------- | --------- | ----------------------------------------------------------------------------------- | ------- |
| 2014  | —                                                                                       | —                                                                                           | —                                                                                        | —                                                                                       | —         | —         | 2e tour (1/16) B. Becker \|\| style="text-align:left;" \| Bradley Klahn Tim Smyczek |         |
| 2015  | 1/8 de finale B. Becker \|\| style="text-align:left;" \| J. Benneteau É. Roger-Vasselin | 2e tour (1/16) N. Monroe \|\| style="text-align:left;" \| A. Peya Bruno Soares              | 2e tour (1/16) N. Monroe \|\| style="text-align:left;" \| Jamie Murray John Peers        | 1er tour (1/32) J. Erlich \|\| style="text-align:left;" \| M. Cecchinato Andreas Seppi  |           |           |                                                                                     |         |
| 2016  | 1er tour (1/32) M. Daniell \|\| style="text-align:left;" \| Raven Klaasen Rajeev Ram    | 2e tour (1/16) N. Monroe \|\| style="text-align:left;" \| Łukasz Kubot A. Peya              | 1er tour (1/32) J. Knowle \|\| style="text-align:left;" \| M. Demoliner A.-U.-H. Qureshi | 2e tour (1/16) Robin Haase \|\| style="text-align:left;" \| P.-H. Herbert N. Mahut      |           |           |                                                                                     |         |
| 2017  | 2e tour (1/16) N. Monroe \|\| style="text-align:left;" \| Łukasz Kubot Marcelo Melo     | 1er tour (1/32) N. Monroe \|\| style="text-align:left;" \| M. Matkowski É. Roger-Vasselin   | 1/8 de finale N. Monroe \|\| style="text-align:left;" \| M. Matkowski Max Mirnyi         | 1er tour (1/32) W. Koolhof \|\| style="text-align:left;" \| Ivan Dodig M. Granollers    |           |           |                                                                                     |         |
| 2018  | 2e tour (1/16) W. Koolhof \|\| style="text-align:left;" \| O. Marach Mate Pavić         | 1/8 de finale W. Koolhof \|\| style="text-align:left;" \| J.S. Cabal Robert Farah           | 1/4 de finale Divij Sharan \|\| style="text-align:left;" \| Mike Bryan Jack Sock         | 2e tour (1/16) Divij Sharan \|\| style="text-align:left;" \| Łukasz Kubot Marcelo Melo  |           |           |                                                                                     |         |
| 2019  | 2e tour (1/16) A. Krajicek \|\| style="text-align:left;" \| Ryan Harrison Sam Querrey   | 1er tour (1/32) A. Krajicek \|\| style="text-align:left;" \| Hsieh Cheng-peng C. Rungkat    | 1er tour (1/32) J. Erlich \|\| style="text-align:left;" \| M. González H. Zeballos       | 1er tour (1/32) D. Molchanov \|\| style="text-align:left;" \| Łukasz Kubot Marcelo Melo |           |           |                                                                                     |         |
| 2020  | 2e tour (1/16) Divij Sharan \|\| style="text-align:left;" \| Mate Pavić Bruno Soares    | 1er tour (1/32) Igor Zelenay \|\| style="text-align:left;" \| Federico Coria D. Schwartzman | Annulé                                                                                   | Annulé                                                                                  | —         | —         |                                                                                     |         |
| 2021  | 1er tour (1/32) Jonny O'Mara \|\| style="text-align:left;" \| Rajeev Ram Joe Salisbury  | —                                                                                           | —                                                                                        | 1er tour (1/32) F. Delbonis \|\| style="text-align:left;" \| J. Chardy F. Martin        | —         | —         |                                                                                     |         |
| 2022  | 1er tour (1/32) A. Karatsev \|\| style="text-align:left;" \| M. Daniell F. Nielsen      | —                                                                                           | —                                                                                        | —                                                                                       | —         | —         | —                                                                                   |         |

N.B. : le nom du partenaire se trouve sous le résultat ; les noms des ultimes adversaires se trouvent à droite.

### En double mixte
| Année | Open d'Australie             | Open d'Australie                 | Internationaux de France    | Internationaux de France         | Wimbledon                                                                         | Wimbledon                                                                               | US Open                      | US Open                    |
| ----- | ---------------------------- | -------------------------------- | --------------------------- | -------------------------------- | --------------------------------------------------------------------------------- | --------------------------------------------------------------------------------------- | ---------------------------- | -------------------------- |
| 2015  | —                            | —                                | —                           | —                                | 3e tour (1/8) An. Rodionova                                                       | Martina Hingis Leander Paes                                                             | 1er tour (1/16) E. Svitolina | E. Bouchard Nick Kyrgios   |
| 2016  | 1er tour (1/16) E. Svitolina | A. Klepač T. C. Huey             | —                           | —                                | 2e tour (1/16) L. Siegemund                                                       | Martina Hingis Leander Paes                                                             | —                            | —                          |
| 2017  | —                            | —                                | 2e tour (1/8) E. Svitolina  | Sania Mirza Ivan Dodig           | 2e tour (1/16) Olga Savchuk                                                       | Abigail Spears J. S. Cabal                                                              | 2e tour (1/8) Olga Savchuk   | Abigail Spears J. S. Cabal |
| 2018  | 1er tour (1/16) Olga Savchuk | Nadiia Kichenok M. Granollers    | —                           | —                                | 2e tour (1/16) L. Kichenok \|\| Forfait                                           | 1er tour (1/16) L. Kichenok \|\| style="text-align:left;" \| Latisha Chan Ivan Dodig    |                              |                            |
| 2019  | 1er tour (1/16) E. Makarova  | Andreja Klepač É. Roger-Vasselin | 1er tour (1/16) M. Ninomiya | Nadiia Kichenok A.-U.-H. Qureshi | 1/4 de finale L. Siegemund \|\| style="text-align:left;" \| K. Peschke W. Koolhof | 1er tour (1/16) L. Hradecká \|\| style="text-align:left;" \| Raluca Olaru Franko Škugor |                              |                            |

N.B. : le nom de la partenaire se trouve sous le résultat ; les noms des ultimes adversaires se trouvent à droite.

## Classements ATP en fin de saison
| Année          | 2002 | 2003 | 2004 | 2005 | 2006 | 2007 | 2008 | 2009 | 2010 | 2011 | 2012 | 2013 | 2014 | 2015 | 2016 | 2017 | 2018 | 2019 | 2020 | 2021 | 2022 | 2023 |
| Rang en simple | 1345 | 1238 | 1051 | 517  | 568  | 525  | 339  | 352  | 345  | 427  | 716  | 466  | 915  | 1199 | –    | –    | –    | –    | –    | –    | –    | –    |
| Rang en double | 1058 | 523  | 1123 | 361  | 444  | 434  | 518  | 354  | 182  | 355  | 367  | 152  | 68   | 43   | 62   | 55   | 34   | 62   | 78   | 111  | 130  | 218  |

Source : (en) Classements de Artem Sitak sur le site officiel de la Fédération internationale de tennis